# 保禄门
保禄门（Porta Paola）是意大利费拉拉的一个巴洛克城门，位于博洛尼亚街。

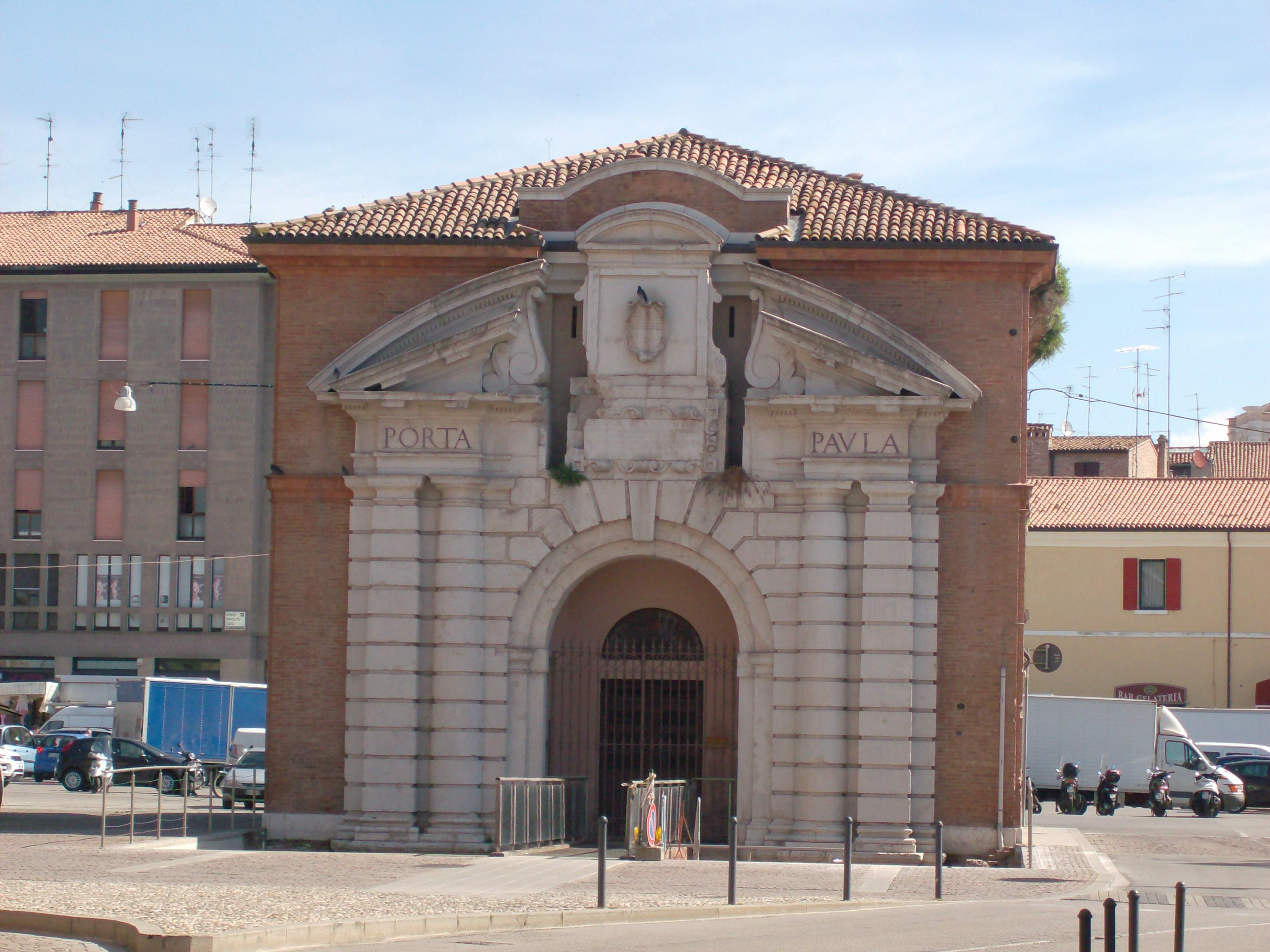
Porta Paola

## 历史
保禄门是城墙南部出入口，建于1612年，以当时的教宗保禄五世命名。在法国占领时期，门被暂时改名为雷诺门（Porta Reno）。目前城门的外侧标为“保禄门”，而其内侧挂牌为“雷诺门”。该建筑在2012年地震中受损。